# Oleh Husjev
Oleh Husjev (ukrajinski: Олег Гусєв) (Sumi, 25. travnja 1983.) bivši je ukrajinski nogometaš i reprezentativac. 
Husjev zauzima poziciju u veznom redu ukrajinskog kluba Dinama iz Kijeva. 

## Karijera
Husjev je karijeru započeo u Arsenalu iz Kijeva. U Dinamo Kijev prešao je na ljeto 2003. Ukrajinski nogometni izbornik objavio je u svibnju 2016. popis za nastup na Europskom prvenstvu u Francuskoj, s kojeg je izostavio Husjeva zbog ozljede.